# Parafia Podwyższenia Krzyża Świętego w Czarnej Górnej

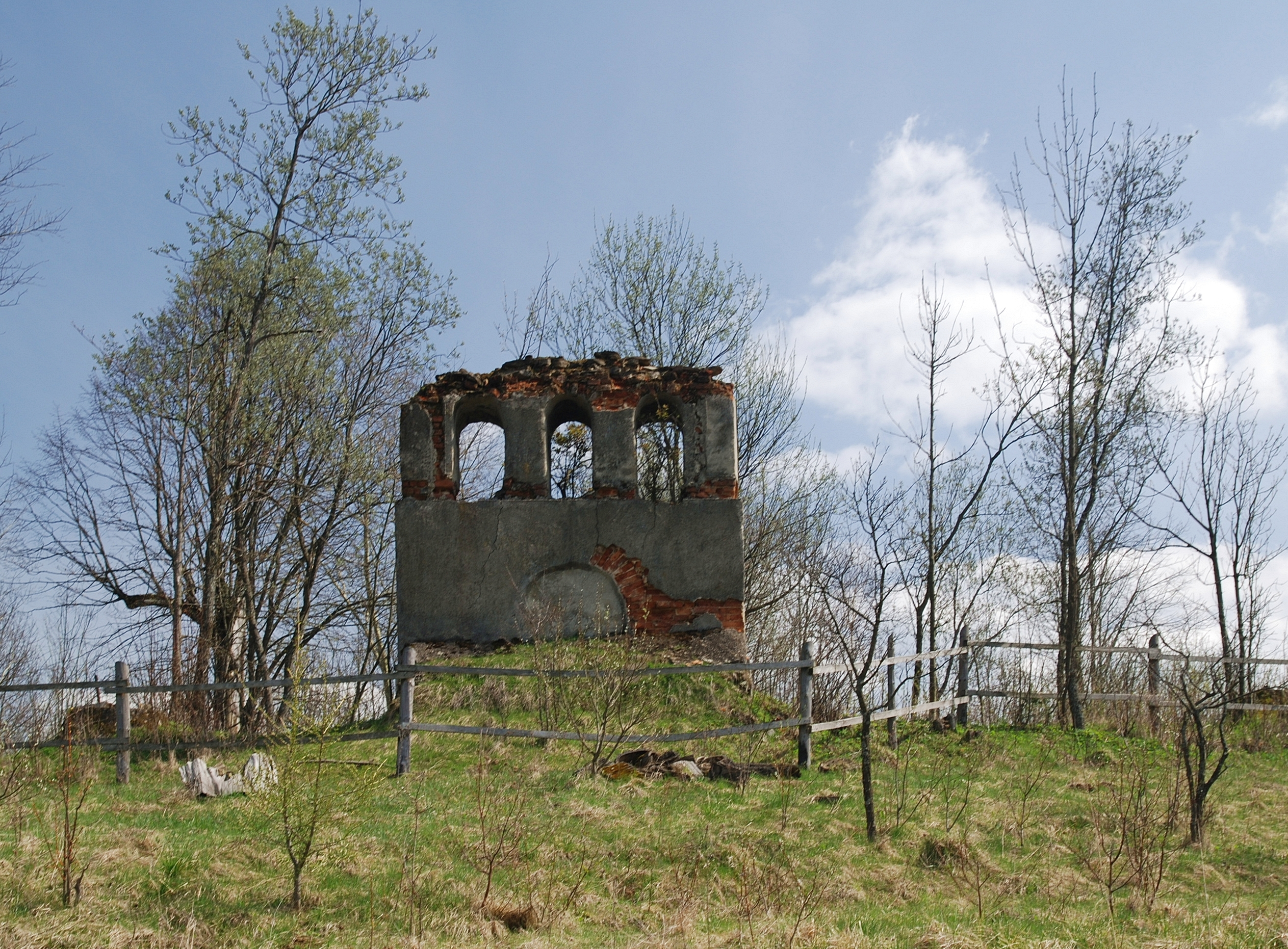
Ruina dzwonnicy po dawnej cerkwi w Lipiu

Parafia Podwyższenia Krzyża Świętego w Czarnej Górnej – parafia rzymskokatolicka znajdująca się w archidiecezji przemyskiej w dekanacie Lutowiska.

## Historia
Czarna Górna należała do parafii Polana. W 1945 roku tereny te zostały włączone Ukraińskiej Socjalistycznej Republiki Radzieckiej, a Polacy wysiedleni. W 1951 roku w wyniku umowy o wymianie terytorium pomiędzy PRL i ZSRR wieś powróciła do Polski, a osiedleni zostali Polacy z rejonu Sokala i Waręża.
W 1951 roku dekretem bpa Franciszka Bardy została reaktywowana dawna parafia z siedzibą w Czarnej, a na kościół parafialny zaadaptowano dawną cerkiew. Kościół został poświęcony pw. Przemienienia Pańskiego, a w 1970 roku zmieniono wezwanie na Podwyższenia Krzyża Świętego. Od 2012 roku w parafii rozwija się kult św. Rity.
Na terenie parafii jest 1 880 wiernych (w tym: Czarna Górna – 796, Czarna Dolna – 384, Lipie – 217, Michniowiec i Bystre – 244, Rabe – 167, Żłobek – 132).
Proboszczowie parafii:
1951–1968. ks. Edward Godlewicz (administrator parafii Polana z siedzibą w Czarnej).
1968–1970. ks. Franciszek Płoucha (administrator parafii Polana z siedzibą w Czarnej).
1970–1978. ks. Franciszek Turko (administrator parafii Polana z siedzibą w Czarnej).
1978–1988. ks. Jan Szpunar.
1988–1991. ks. Tadeusz Pieniążek.
1991–1998. ks. Mieczysław Bizior.
1998–2005. ks. Ryszard Śnieżek.
2005–2015. ks. Andrzej Majewski.
2015– nadal ks. Jan Bróż.

## Kościoły filialne
Na terenie parafii znajdują się kościoły filialne
- Czarna Dolna – kościół filialny pw. Narodzenia Najświętszej Maryi Panny
- Lipie – kościół filialny pw. Matki Bożej Częstochowskiej
- Michniowiec – kościół filialny pw. Narodzenia św. Jana Chrzciciela
- Rabe – kościół filialny pw. św. Rodziny
- Żłobek – kościół filialny pw. Matki Bożej Nieustającej Pomocy

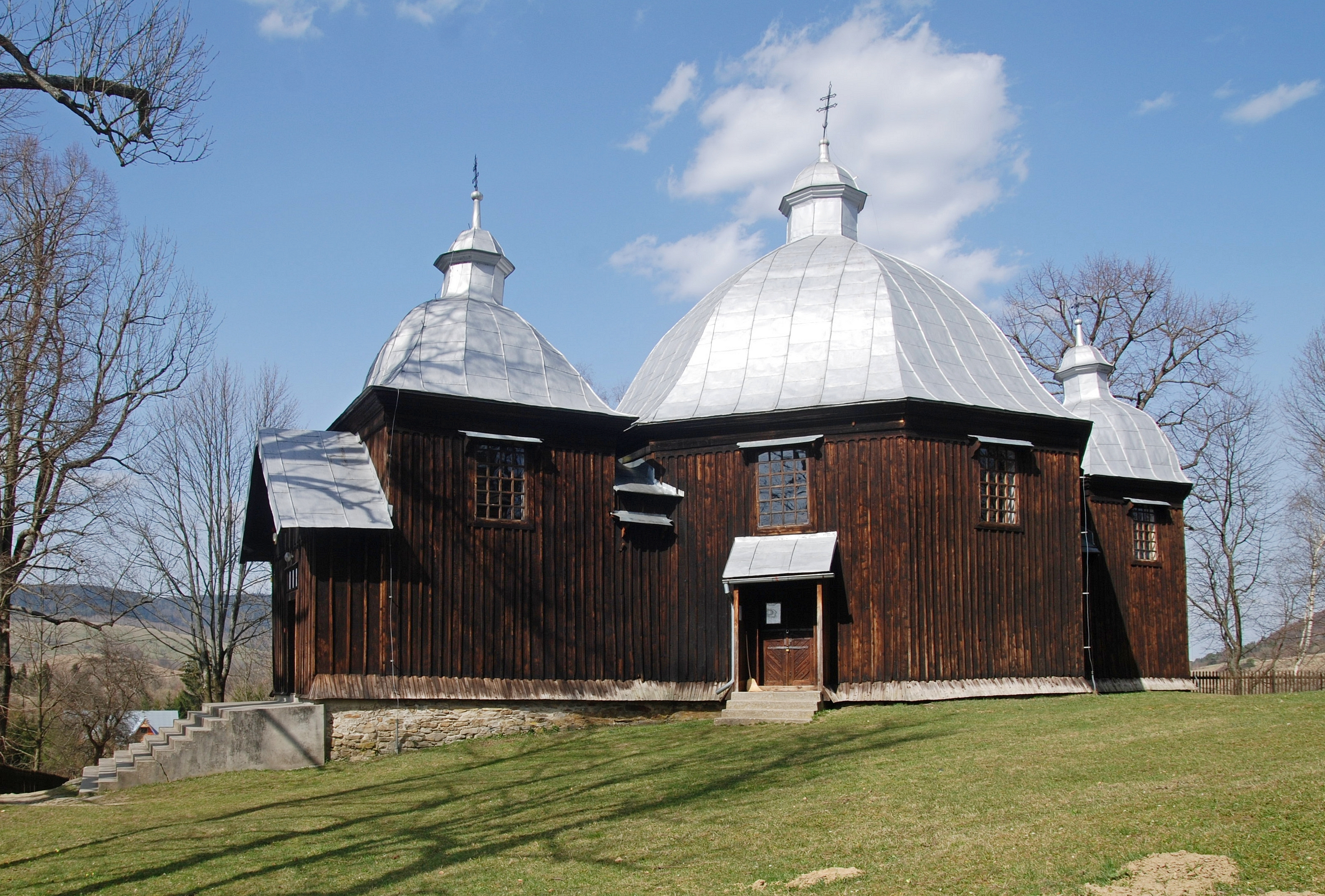
Kościół filialny w Michniowcu
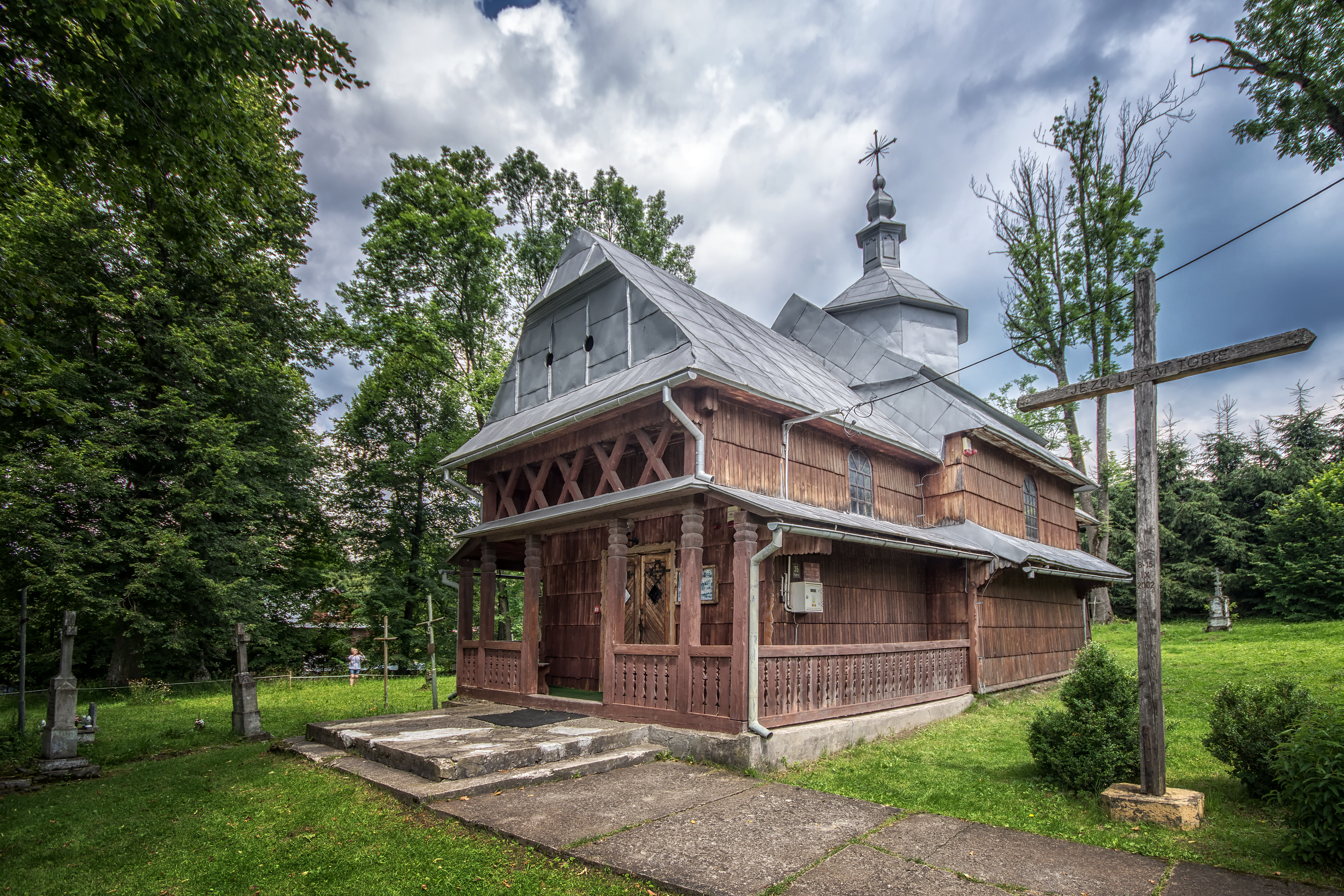
Kościół filialny w Rabem
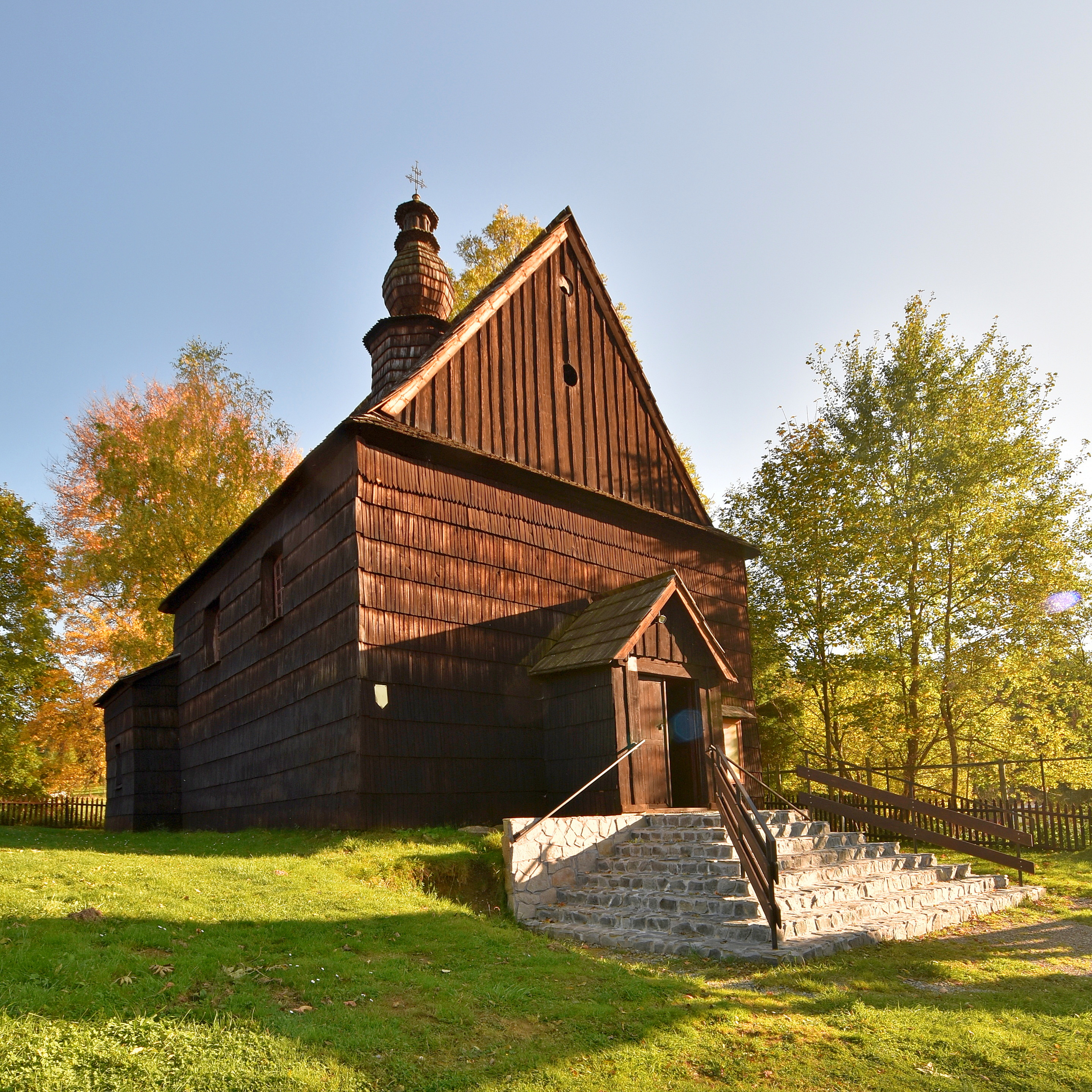
Kościół filialny w Żłobku
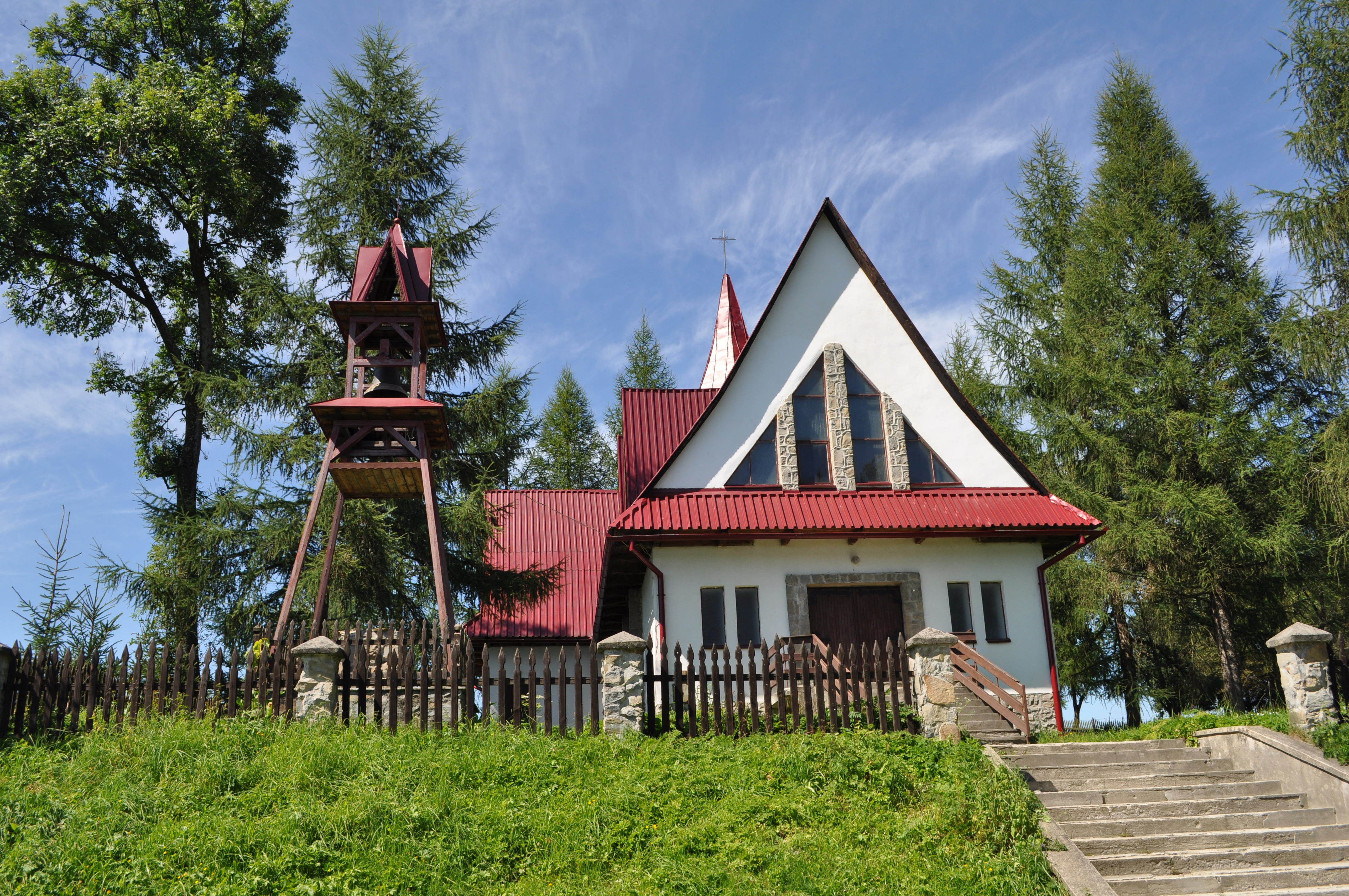
Kościół filialny w Lipiu
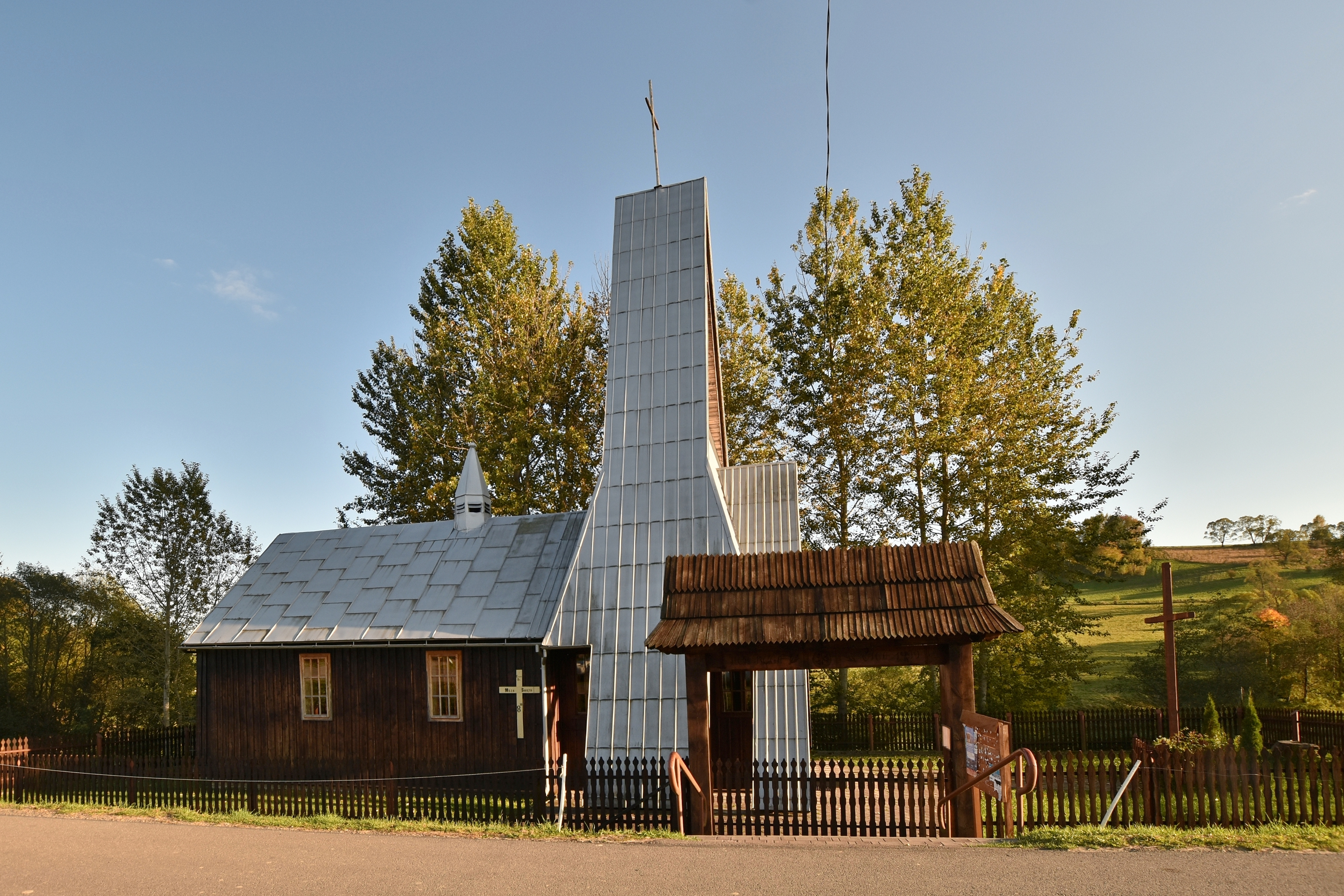
Kościół filialny w Czarnej Dolnej
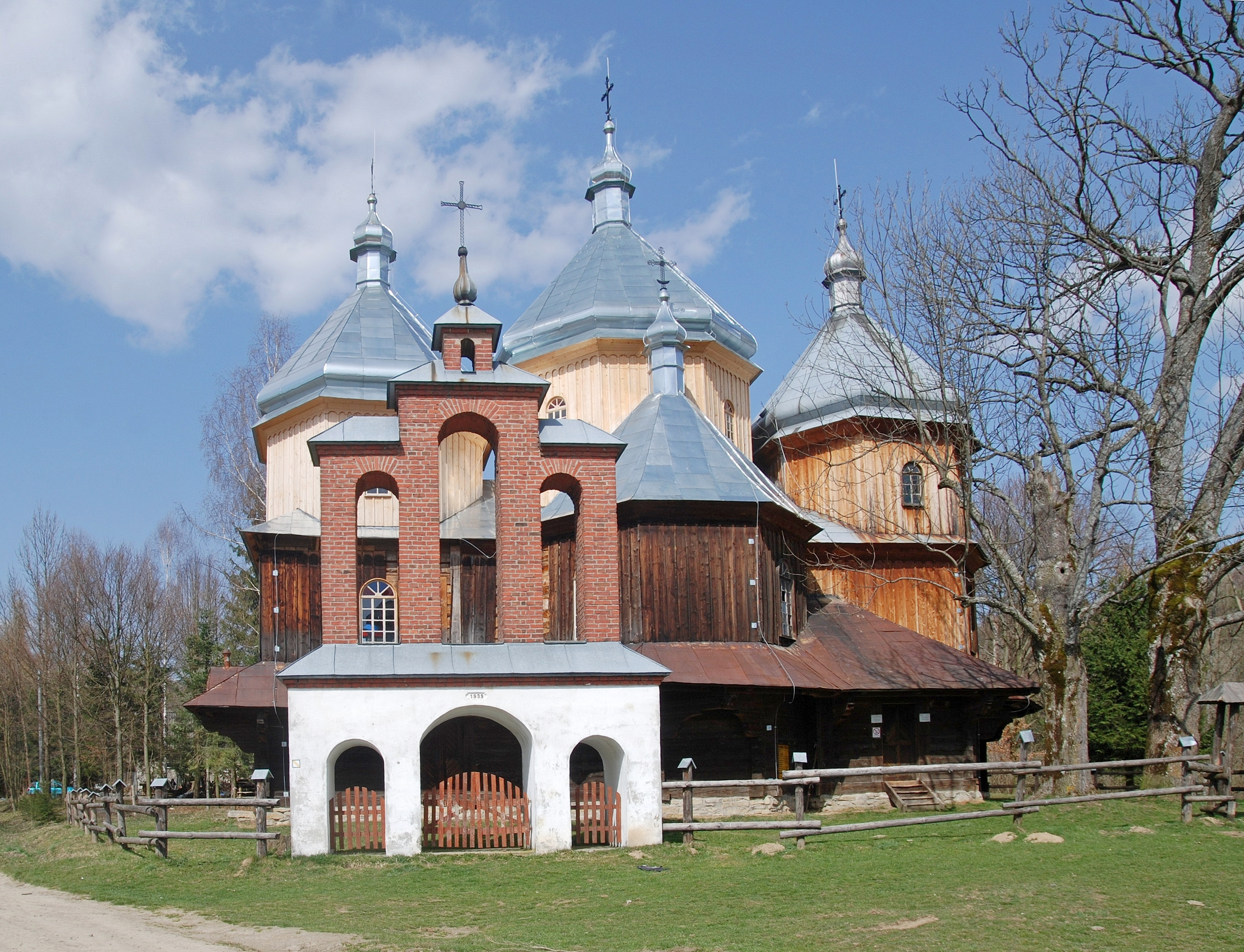
Kościół filialny w Bystrem